# Tecnomag I+D
Tecnomag I+D, es una organización dedicada a la Investigación y Desarrollo en el campo de los motores de aviación. Tiene sede en Córdoba, Argentina. Cuenta con más de tres décadas de experiencia en el campo tecnológico aeronáutico. Su actividad está orientada principalmente a la creación de nuevo conocimiento que permita arribar a soluciones tecnológicas innovadoras con alto potencial de ser comercializadas globalmente, tomando como principio fundamental la seguridad del vuelo.
Trabaja en diversos proyectos de investigación y desarrollo de motores de dos y cuatro tiempos que involucran desde el diseño, la ejecución y construcción de componentes de motores propios. 

## Historia

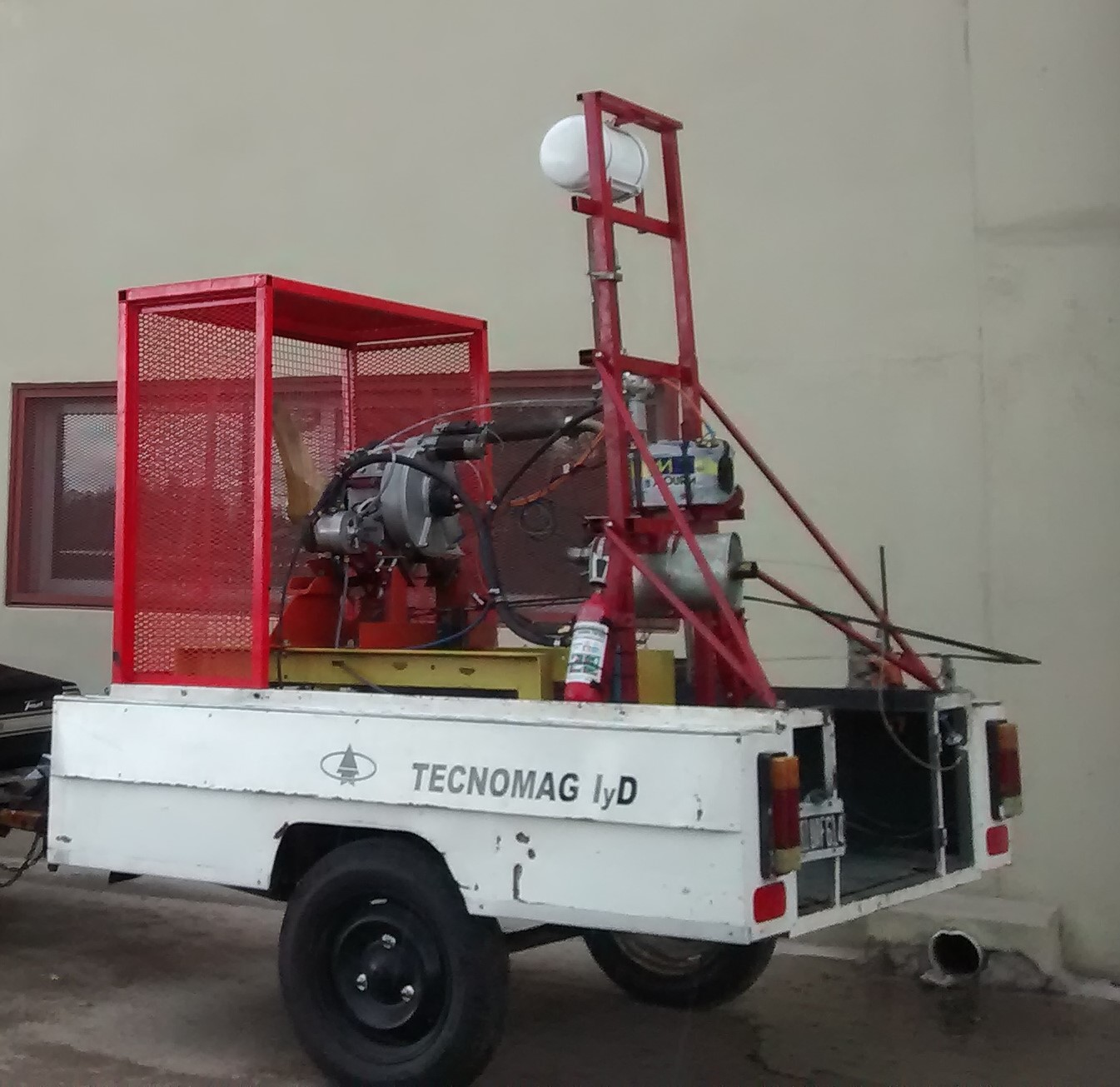
Motor prototipo monocilíndrico TM-400, de cuatro tiempos y de doble árbol de levas a la cabeza. DOHC

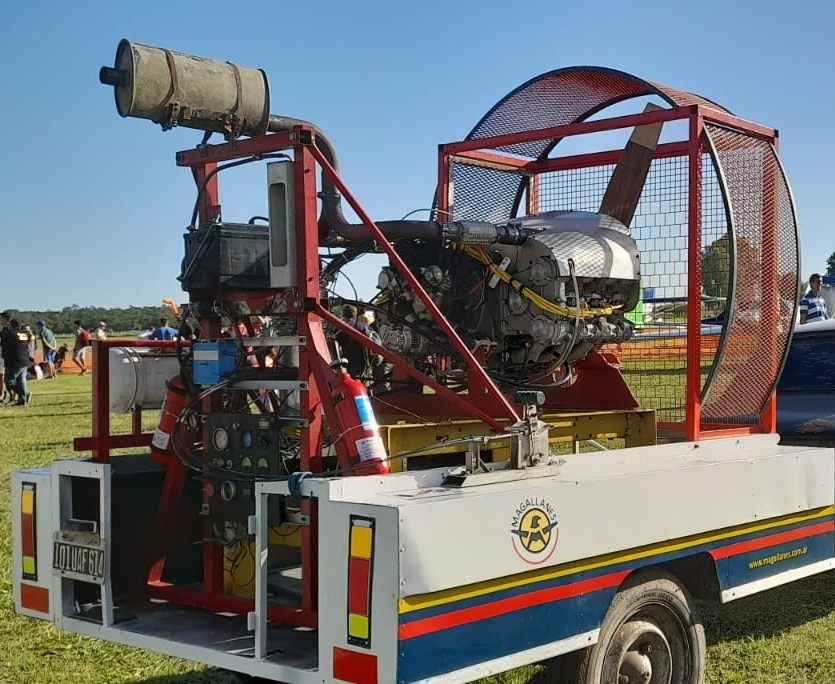
Motor prototipo TM-2600-R, de seis cilindros opuestos de cuatro tiempos.

Sus orígenes se remontan a comienzos de la década del 80. La organización denominada Tecnomag S.R.L. por aquel entonces,  comenzó su actividad bajo el liderazgo de su diseñador y fundador, el Dr. Ing. Raúl A. Magallanes, ensayando un motor aeronáutico , en base a los requerimientos del Consejo de Industria Aeronáutica (Convenios 2084 y 2086). El estudio incluyó la construcción y puesta a punto del prototipo de motor O-2000-D, de 60 hp. El mismo, tuvo como finalidad recuperar la tecnología constructiva de motores de aviación de la Ex Fábrica Militar de Aviones que se desarrollara a principios de la década del 60. El producto fue expuesto en FIDAE ‘84. 
Iniciada la década del 90, Tecnomag S.R.L. redefinió su accionar hacia el desarrollo independiente de un motor alternativo, orientado al medio civil local, a partir de la conversión de un motor Volkswagen 1600. Diseñó un kit, con encendido simple por magneto y con platina de hélice en toma directa y arranque eléctrico con puntos de sujeción a la bancada que lo hacía intercambiable con el motor Continental A65 (cuya producción había sido suspendida en su país de origen). Tal producto permitía re motorizar aviones livianos con categoría experimental. El prototipo de 57 hp, funcionando en banco de prueba y con hélice propia, recibió la "Mención de Honor" en la Experimental Aircraft Association (Filial 722 de Argentina)  en manos del entonces, Presidente y Fundador de la EAA Argentina Ildefonso Durana. Durante el año 2001, fue expuesto en la Universidad Nacional de Córdoba, el Instituto Universitario Aeronáutico y el Centro de Ingenieros de Córdoba. 
Luego del fallecimiento del fundador y socio de la compañía, el Ing. Raúl A. Magallanes, suceso ocurrido en el año 2009, uno de sus fundadores, el Lic. Prof. Raúl A. Magallanes (Hijo) retoma la actividad bajo la nueva denominación Tecnomag I+D, focalizando sus esfuerzos en el diseño de un nuevo motor aeronáutico destinado a atender el mercado de aviones livianos, capitalizando las experiencias anteriores para obtener ahora unidades de mayor potencia y con posibilidades de certificación. 
Bajo esta nueva dirección, la organización desarrolló un novedoso motor estableciendo una potencia objetivo de 120Hp con una arquitectura innovadora que permite incorporar doble bujía aeronáutica en una cámara de combustión hemisférica. Esta solución tiene el objetivo de superar las normas aeronáuticas y alcanzar la potencia de diseño esperada. La organización construyó un primer prototipo, el motor de cuatro tiempos mono-cilíndrico TM-400 de 400cc y doble árbol de levas a la cabeza, en el que verificó la factibilidad técnica de la arquitectura adoptada. Posteriormente, construyó el motor experimental TM-2600-R, de seis cilindros opuestos empleando la dicha arquitectura. Este prototipo “cabeza de serie”, fue construido con las dimensiones finales del producto y cuyo objetivo es completar el estudio de viabilidad del mismo para ser comercializado, inicialmente, en categoría experimental y, en una segunda etapa, en categoría certificada cuando comience la producción seriada.

## Desarrollos
- O-2000-D prototipo, cuatro-tiempos
- Kit de Conversión Volkswagen 1600 prototipo, cuatro-tiempos
- TM-400 prototipo, cuatro-tiempos
- TM-2600-R prototipo, cuatro-tiempos